# Воспроизводимость
Воспроизводимость (англ. reproducibility англ. replication) — близость друг к другу отдельных значений в серии результатов повторных (параллельных) измерений, степень разброса относительно среднего {\displaystyle {\bar {X}}}.
Воспроизводимость результатов испытаний, кроме методики испытаний (включающей метод, средства, алгоритм проведения и т. д.) может в значительной степени зависеть от свойств объекта испытаний.
Если объектом является, например, партия изделий, подвергаемая выборочным испытаниям, то такие испытания у поставщика и потребителя могут проводиться на различных образцах, выбранных из данной партии, и в этом случае неоднородность изделий может существенно, иногда решающим образом, влиять на воспроизводимость результатов испытаний.
В такой же степени воспроизводимость результатов испытаний может зависеть, например, от непостоянства характеристик объекта между повторными испытаниями.

## Терминология
- воспроизводимость (результатов проверки[2]) (англ. reproducibility [2]): прецизионность в условиях воспроизводимости (прецизионность - степень близости друг к другу независимых результатов измерений, полученных в конкретных регламентированных условиях)[3][2], воспроизводимость результатов измерений (англ. reproducibility of measurement) – близость результатов измерений одной и той же величины, полученных в разных местах, разными методами, разными средствами, разными операторами, в разное время, но приведенных к одним и тем же условиям измерений (температуре, давлению, влажности и др.)[4]

- условия воспроизводимости (англ. reproducibility conditions): Условия, при которых результаты измерений (или испытаний) получают одним и тем же методом, на идентичных объектах испытаний, в разных лабораториях, разными операторами, с использованием различного оборудования[3][2]

- стандартное (среднеквадратическое) отклонение воспроизводимости (англ. reproducibility standard deviation): Стандартное (среднеквадратическое) отклонение результатов измерений (или испытаний), полученных в условиях воспроизводимости[3][2]

- предел воспроизводимости R (D[2]) (англ. reproducibility limit): Значение, которое с доверительной вероятностью 95% не превышается абсолютной величиной разности между результатами двух измерений (или испытаний), полученными в условиях воспроизводимости[3][2] или воспроизводимость R -  расхождение между двумя единичными и независимыми результатами, полученными разными операторами, работающими в разных лабораториях, на одном и том же испытуемом материале в течение длительного времени, может превышать соответствующее значение только в одном случае из двадцати[5]

- критическая разность воспроизводимости (англ. reproducibility critical difference) - значение, меньшее или равное абсолютной разности между двумя конечными значениями, каждое из которых представляет собой ряды результатов проверок, полученных в условиях воспроизводимости, ожидаемое с заданной вероятностью[2]

- выборочное стандартное отклонение (англ. selective standard deviation): {\displaystyle s=[\sum _{i}^{}(X_{i}-{\bar {X}})^{2}/(n-1)]^{1/2}}

- относительное стандартное отклонение (англ. relative standart deviation): {\displaystyle s_{r}=s/{\bar {X}}}[1]
- относительное стандартное отклонение (%) (также - коэффициент вариации, англ. CV[1]): {\displaystyle s_{r}\%=(s/{\bar {X}})\cdot 100}[1]
- дисперсия (англ. dispersion): {\displaystyle V=s^{2}}[1]

{\displaystyle X_{i}} - результаты i-го измерения, {\displaystyle {\bar {X}}} - среднее значение измеряемой величины, n - число результатов.
Реже применяются:
- среднее отклонение (англ. mean deviation): {\displaystyle d=\sum _{i}^{}|X_{i}-{\bar {X}}|/n}[1]
- относительное среднее отклонение (англ. relative mean deviation): {\displaystyle RMD=d/{\bar {X}}}[1]
- относительное среднее отклонение (%): {\displaystyle RMD\%=d/{\bar {X}}\cdot 100}[1]

## Сходимость и воспроизводимость
Воспроизводимость (в широком смысле) разделяют на внутрилабораторную воспроизводимость и межлабораторная воспроизводимость (в узком смысле слова). Термин сходимость рекомендуется использовать для характеристики близости результатов, полученных для одного и того же образца одним и тем же методом в одних и тех же условиях (оператор, аппаратура, лаборатория) в течение короткого промежутка времени. Воспроизводимость (в узком смысле) характеризует близость отдельных результатов, полученных для одного и того же образца одним и тем же методом, но в различных условиях (в частности, различными операторами, на разном оборудовании, в разных лабораториях, в разное время). Сходимость всегда лучше, чем
воспроизводимость (в узком смысле).